# Rudolf Huebner (Generalleutnant)

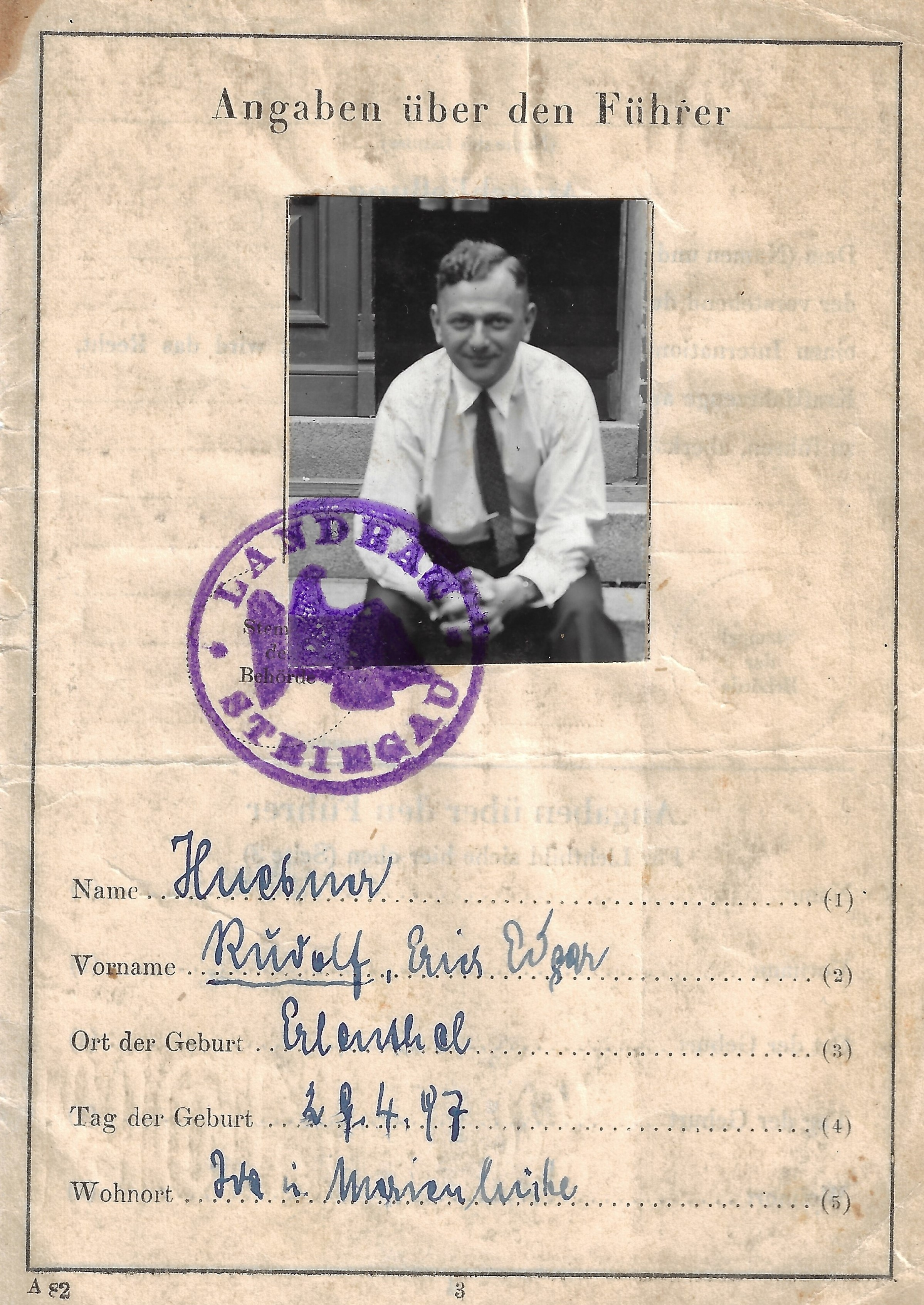
Führerschein Huebners mit Foto

Rudolf Erich Edgar Huebner, auch Hübner, (* 29. April 1897 in Erlenthal, Kreis Schildberg, Provinz Posen; † 28. Februar 1965 in Lemgo) war ein deutscher Generalleutnant im Zweiten Weltkrieg.

## Leben
Huebner trat während des Ersten Weltkriegs am 25. Juli 1916 als Freiwilliger in das Ersatz-Bataillon des Grenadier-Regiments „Prinz Carl von Preußen“ (2. Brandenburgisches) Nr. 12 ein. Im Jahr 1916 kam er dann mit dem 4. Niederschlesischen Infanterie-Regiment Nr. 51 an die Front. Ab 1917 bis zum Kriegsende war er beim Sturm-Bataillon Nr. 16. In diesem wurde er am 27. September 1918 zum Leutnant befördert und dann zu einem Offizierskurs kommandiert, wo er das Kriegsende erlebte. Am 28. November 1918 wurde er aus dem aktiven Dienst entlassen.
Danach begann er ein Studium der Dentalmedizin, das er als Dr. med. dent. abschloss. Anschließend arbeitete Huebner als praktischer Zahnarzt.
1934 trat er als Ergänzungs-Offiziers-Anwärter in die Reichswehr ein. Im Frühjahr 1935 wurde er als Kompaniechef im Ergänzungs-Bataillon Oppeln A (später Ergänzungs-Bataillon 41) eingesetzt sowie am 1. Juni 1935 zum Ergänzungs-Offizier ernannt. Am 15. Juli 1936 folgte im Zuge der Aufrüstung der Wehrmacht seine Übernahme in den aktiven Dienst. Am 1. März 1937 wurde er zum Chef der 6. Kompanie im Infanterie-Regiment 18 ernannt.
Bei der Mobilmachung vor dem Zweiten Weltkrieg wurde er Kompaniechef im Infanterie-Regiment 167, welches der 86. Infanterie-Division angehörte. Ende Januar 1940 wurde er Kommandeur des II. Bataillons vom Infanterie-Regiment 529 und am 1. März 1940 zum Major befördert. Das Bataillon führte er im Westfeldzug, der am 22. Juni 1940 mit der Kapitulation Frankreichs endete. Im Frühjahr 1941 gab er sein Kommando ab und wurde fast ein Jahr nicht an der Front verwendet. Am 1. April 1942 wurde er zum Oberstleutnant befördert. Am 9. April 1942 wurde er mit der Führung des Infanterie-Regiments 529, welches der 299. Infanterie-Division angehörte, beauftragt. Am 26. August 1942 wurde er Kommandeur des Infanterie-Regiments 529, das im Oktober 1942 zum Grenadier-Regiment 529 umbenannt wurde. Am 1. Dezember 1942 wurde er zum Oberst befördert. Am 21. April 1943 wurde er mit dem Deutschen Kreuz in Gold ausgezeichnet. Im Mai 1943 gab Huebner sein Memorandum zur wehrgeistigen Erziehung (Titel Wofür kämpfen wir?) heraus, das vom Oberkommando der Wehrmacht (OKW) mit 300.000 Exemplaren an das Offizierskorps verteilt wurde. Am 1. Juli 1943 gab er sein Kommando ab und wurde in die Führerreserve versetzt. Im September 1943 wurde er in das Heerespersonalamt versetzt. Ab Frühjahr 1944 wurde er zum Nationalsozialistischen Führungsstab des OKW kommandiert (siehe Nationalsozialistischer Führungsoffizier).
Am 1. August 1944 wurde er zum Chef des Stabes vom Nationalsozialistischen Führungsstab des OKH ernannt. Am 1. Januar 1945 wurde er zum Generalmajor befördert. Am 1. Februar 1945 gab er sein Kommando ab und wurde gleichzeitig mit der Führung der 303. Infanterie-Division beauftragt. Am 1. März 1945 wurde er zum Generalleutnant befördert und acht Tage später mit dem Ritterkreuz des Eisernen Kreuzes ausgezeichnet.
Durch „Führererlass“ wurde am 9. März 1945 der Befehl Hitlers erteilt, „sofort ein Fliegendes Standgericht“ zu errichten. Das Gericht unterstand unmittelbar Adolf Hitler und erhielt Aufträge von ihm allein. Huebner wurde zum Kommandeur dieses „Fliegenden Standgerichts West“ ernannt. Ab April 1945 erfolgte eine Umbenennung in „Fliegendes Standgericht des Führers“. Diese bis dahin nicht existierende Gerichtsinstanz wurde nach dem Verlust der Ludendorff-Brücke von Remagen gegründet. Mit seinen Beisitzern Oberstleutnant Anton Ehrnsperger und Oberstleutnant der Reserve Paul Penth verlegte das Standgericht zum Hauptquartier der Heeresgruppe B in Rimbach bei Oberirsen im Westerwald, wo sie am 11. März 1945 ankamen und nach dreitägigen Verhandlungen die Majore Hans Scheller, August Kraft und Herbert Strobel, Hauptmann Willi Oskar Bratge und Oberleutnant Karl-Heinz Peters zum Tod durch Erschießen verurteilten. Vier Urteile wurden am gleichen Tag vollstreckt; Hauptmann Bratge war in amerikanischer Kriegsgefangenschaft und wurde in absentia verurteilt. Dabei waren nur Scheller, Bratge und Peters überhaupt persönlich an der Brücke anwesend gewesen, Peters hatte mit der Verteidigung als Kommandeur einer Raketenwerfer-Einheit auch nichts zu tun gehabt und war vor der Einnahme der Brücke abgezogen worden. Kraft und Strobel waren lediglich die direkten Vorgesetzten von Bratge. Das Landgericht Landshut hat das Urteil gegen Scheller Anfang Februar 1967 aufgehoben; außerdem wurden Unterhaltszahlungen für die Hinterbliebenen festgesetzt.
Am 28. April 1945 wurde Huebner auf Befehl von Albert Kesselring zum Kampfkommandanten von München ernannt. Unter seinem Kommando wurden in den letzten Kriegstagen noch 200 Personen erhängt oder erschossen. Huebner setzte sich „sang- und klanglos“ (Zitat Henke) ab, als München am 30. April 1945 eingenommen wurde. SS-General Max Simon beantragte gegen Huebner daraufhin ein Standgerichtsverfahren wegen Fahnenflucht – erfolglos. Am 8. Mai 1945 geriet Huebner zunächst in US-amerikanische, später in britische Kriegsgefangenschaft. Aus dieser wurde er im April 1948 entlassen.
Nach der Entlassung aus der Kriegsgefangenschaft wurde ihm vor dem Landgericht München I der Prozess gemacht. Das Urteil vom 25. November 1948: „Unter Abwägung aller Gesichtspunkte erschienen dem Gericht folgende Einzelstrafen für schuldangemessen: für den Fall Caracciola eine Zuchthausstrafe von 8 Jahren und für den Fall der versuchten Tötung der Wasserburger Widerstandskämpfer eine Zuchthausstrafe von 4 Jahren. Gemäss §74 StGB war hieraus eine Gesamtzuchthausstrafe von 10 Jahren zu bilden.“ Die Revision durch Staatsanwaltschaft und Angeklagten vor dem OLG München wurde verworfen.
Die Hauptspruchkammer München stufte ihn im Verfahren vom 13. Januar 1950 in die Gruppe der Hauptschuldigen ein. Als mildernden Umstand wertete der Kammervorsitzende, dass Hübner „bereit ist, die Verantwortung für seine Taten zu tragen ...“